# Сергіївка (Лозівський район)
Се́ргіївка —  село в Україні, у Лозівській міській громаді Лозівського району Харківської області. Населення становить 26 осіб. До 2020 орган місцевого самоврядування — Яковлівська сільська рада.

## Географія
Село Сергіївка знаходиться на лівому березі річки Орілька, вище за течією на відстані 2 км розташоване селище Нижня Краснопавлівка, нижче за течією примикає село Степанівка. Поруч проходить автомобільна дорога Р79.

## Історія
- 1914 — дата заснування.
- 12 червня 2020 року, відповідно до Розпорядження Кабінету Міністрів України  № 725-р «Про визначення адміністративних центрів та затвердження територій територіальних громад Харківської області», увійшло до складу Лозівської міської громади.[1]
- 17 липня 2020 року, в результаті адміністративно-територіальної реформи та ліквідації колишнього Лозівського району (1923—2020), увійшло до складу новоутвореного Лозівського району Харківської області.[2]